# Brachystegia russelliae
Brachystegia russelliae är en ärtväxtart som beskrevs av Ivan Murray Johnston. Brachystegia russelliae ingår i släktet Brachystegia och familjen ärtväxter. Inga underarter finns listade i Catalogue of Life.